# 大沼歩加
大沼 歩加（おおぬま あゆか、2000年4月27日 - ）は、埼玉県行田市出身の女子サッカー選手。ちふれASエルフェン埼玉所属。ポジションはディフェンダー。

## 来歴

### ユース
花咲徳栄高等学校時代の2年生まではミッドフィールダーとしてプレーしていたが、3年生からディフェンダー（センターバック）にコンバートされた。

### シニア
日本大学を卒業後、2023年にちふれASエルフェン埼玉に入団した。2022-23シーズンは出場機会に恵まれなかったが、2023-24シーズンはセンターバックの一角として出場停止の1試合を除く21試合に出場し、2シーズン連続のリーグ最下位からの脱出（8位）と皇后杯ベスト4進出に貢献した。
2024-25シーズンからは、これまでのアマチュア契約からプロ契約として契約を締結し、背番号も「24」から前シーズン同じくセンターバックの一角を担っていた木下栞が着けていた「2」に変更した。

## 個人成績

### クラブ
| クラブ                 | シーズン | リーグ | 背番号 | リーグ戦 | リーグ戦 | カップ戦 | カップ戦 | リーグ杯 | リーグ杯 | AFC  | AFC  | 合計 | 合計 |
| クラブ                 | シーズン | リーグ | 背番号 | 出場     | 得点     | 出場     | 得点     | 出場     | 得点     | 出場 | 得点 | 出場 | 得点 |
| ---------------------- | -------- | ------ | ------ | -------- | -------- | -------- | -------- | -------- | -------- | ---- | ---- | ---- | ---- |
| ちふれASエルフェン埼玉 | 2022-23  | WE     | 34     | 0        | 0        | 0        | 0        | 0        | 0        | —    | —    | 0    | 0    |
| ちふれASエルフェン埼玉 | 2023-24  | WE     | 24     | 21       | 0        | 3        | 1        | 5        | 0        | -    | -    | 29   | 1    |
| ちふれASエルフェン埼玉 | 2024-25  | WE     | 2      | 11       | 1        | 1        | 0        | 6        | 1        | -    | -    | 18   | 2    |
| ちふれASエルフェン埼玉 | 2025/26  | WE     | 2      |          |          |          |          |          |          | -    | -    |      |      |
| ちふれASエルフェン埼玉 | 通算     | 通算   | 通算   | 32       | 1        | 4        | 1        | 11       | 1        | 0    | 0    | 47   | 3    |
| 通算                   | 日本     | 日本   | 1部    | 32       | 1        | 4        | 1        | 11       | 1        | 0    | 0    | 47   | 3    |
| 総通算                 | 総通算   | 総通算 | 総通算 | 32       | 1        | 4        | 1        | 11       | 1        | 0    | 0    | 47   | 3    |

- WEリーグ
  - 初出場 - 2023年11月11日 第1節 マイナビ仙台レディース戦 (熊谷スポーツ文化公園陸上競技場)[3]
  - 初得点 - 2024年11月2日 第7節 マイナビ仙台レディース戦 (ユアテックスタジアム仙台)[3]